# 孔傑
孔 傑（孔杰、こう けつ 、 コン・チェ 、1982年11月25日 - ）は、中国の囲碁棋士。北京市出身。中国囲棋協会所属、九段。全国囲棋個人戦、倡棋杯中国プロ囲棋選手権戦各優勝2回、三星火災杯世界囲碁マスターズ優勝など。古力、胡耀宇らとともに「6小虎組」にも数えられる。

## 経歴
6歳で囲碁を覚える。1994年、12歳で北京の囲碁チームに所属し劉小光九段に師事。同年に国家集中囲棋隊に入る。同年初段。1998年に全国囲棋個人戦で5位。2000年全国体育大会に北京代表として出場し、古力らを破って8勝1敗で優勝。同年の春蘭杯世界囲碁選手権戦では、17歳ながら曺薫鉉・依田紀基らを破って3位となる。2001年、03年に全国囲棋個人戦優勝。2002年七段。2005年、07年と倡棋杯優勝。
2009年三星火災杯世界オープン戦で決勝進出、李世乭に0-2で敗れ準優勝。同年テレビ囲碁アジア選手権決勝で李世乭を破り世界戦初優勝、これにより九段昇段。同年末の三星火災杯では朴永訓・古力、決勝で邱峻を2-0で破って優勝。
2010年、LG杯、富士通杯にも優勝。2009・10・11年とテレビ囲碁アジア選手権で3連覇を果たす。
中国囲棋甲級リーグ戦では、北京大宝チームに所属、2005年からは主将を務める。中国棋士ランキングでは、2003年から古力に次いで2、3位を占めていたが、2009年に1位となる。

## タイトル歴

### 国際棋戦
- 三星火災杯世界囲碁マスターズ 2009年(第14回)
- テレビ囲碁アジア選手権戦 2009、10、11年
- LG杯世界棋王戦 2010年
- 世界囲碁選手権富士通杯 2010年
- 中韓新人王対抗戦 2004年 2-0 宋泰坤

### 国内棋戦
- 全国体育大会 男子個人戦 2000年
- 全国囲棋個人戦 2001、03年
- リコー杯囲棋戦 2003、10年
- 新人王戦 2003年
- 威浮房開杯棋王戦 2004、09年
- 倡棋杯中国プロ囲棋選手権戦 2005、07年
- 竜星戦 2005年
- 招商銀行杯中国囲棋電視快棋戦 2009年

### その他の棋歴
国際棋戦
- 三星火災杯世界囲碁マスターズ 準優勝 2009年
- LG杯世界棋王戦 準優勝 2011年
- 春蘭杯世界囲碁選手権戦 3位 2000年、4位 2012年
- トヨタ&デンソー杯囲碁世界王座戦 ベスト4 2005年
- ワールドマインドスポーツゲームズ 2008年 男子団体戦銀メダル
- アジア競技大会 2010年 男子団体戦銀メダル
- スポーツアコードワールドマインドゲームズ 2011年 男子団体戦金メダル
- SKY杯中日囲棋最強戦 2012年 ○山下敬吾
- 農心辛ラーメン杯世界囲碁最強戦
  - 2003年 1-1（○朴永訓、×小林光一）
  - 2006年 0-1（×依田紀基）
  - 2007年 1-1（○朴永訓、×李昌鎬）
  - 2011年 0-1（×崔哲瀚）
- CSK杯囲碁アジア対抗戦
  - 2004年 3-0（○三村智保、○張栩、○崔哲瀚）
  - 2005年 1-2（×羽根直樹、×林海峰、○朴永訓）
  - 2006年 3-0（○王銘琬、○依田紀基、○高根台）
- 招商地産杯中韓囲棋団体対抗戦
  - 2011年 2-0（○朴永訓、○許映皓）
  - 2012年 1-1（×朴廷桓、○趙漢乗）
- 千灯杯海峡両岸都市囲棋対抗戦 2009年 1-0（○林至涵）
- 洪江古商城世界囲棋嶺鋒対決 2011年 ×崔哲瀚
- 珠鋼杯世界囲碁団体選手権 2014年 3位（予選2-3、準決勝×陳耀燁、3位決定戦○李昌鎬）

国内棋戦
- 全国体育大会 男子個人戦2位 2000年
- 棋聖戦 五段戦優勝 2000年
- NEC杯新秀戦 準優勝 2001年
- 棋王戦 挑戦者 2001年
- 阿含・桐山杯中国囲棋快棋公開戦 準優勝 2003年
- 華山論道囲棋精鋭戦 準優勝 2003年
- 倡棋杯中国プロ囲棋選手権戦 準優勝 2006年
- 竜星戦 準優勝 2006、08年
- NEC杯囲棋賽 準優勝 2008、09年
- 名人戦 挑戦者 2011年
- 全国智力運動会 男子団体戦 2009年3位、2011年4位
- リコー杯囲棋混双戦 優勝 2006年（葉桂とペア）、準優勝 2010年（李小渓とペア）
- 弘通杯国家囲棋隊勝抜戦
  - 2012年 0-1（×時越）
  - 2011年 2-1（○趙晨宇、○謝爾豪、×柯潔）
- 中国囲棋甲級リーグ戦
  - 2000年（北京大宝、6位）11-1
  - 2001年（北京大宝、6位）14-8
  - 2002年（北京大宝、5位）17-4（11連勝含む）
  - 2003年（北京大宝、5位）18-4
  - 2004年（北京大宝、5位）15-7
  - 2005年（北京大宝、6位）14-8（主将最多勝）
  - 2006年（北京大宝、5位）13-9
  - 2007年（北京大宝、6位）15-7
  - 2008年（北京大宝、6位）11-10
  - 2009年（中信北京、2位）13-9
  - 2010年（中信北京、3位）11-10
  - 2011年（中信北京、5位）8-9
  - 2012年（中信北京）11-11
  - 2013年（中信北京）9-8
  - 2014年（中信北京）3-7
  - 2015年（中信北京）